# Georges Nasser
Georges Nasser (Trípoli, 15 de junho de 1927 — Líbano, 23 de janeiro de 2019) foi um cineasta libanês.